# UGC 6945
UGC 6945 (còn được gọi là Arp 194) là bộ ba thiên hà tương tác. Thiên hà bị phá vỡ mạnh về phía tây bắc thực sự là hai thiên hà trong các giai đoạn sáp nhập tiên tiến và có kích thước góc 0′.8 × 0′.6. Khoảng 40 " ở phía đông nam là một thiên hà thứ ba với một kích thước góc của 0′.35 × 0′.35
Dựa trên vận tốc hướng tâm khoảng 10.500   km s − 1, cặp thiên hà tương tác ở phía tây bắc nằm ở khoảng cách 175 Mpc (570 Mly)     từ chúng tôi (giả sử giá trị hằng số Hubble là 60 km s−1 Mpc−1). Nếu chúng ta tiếp tục giả định rằng thiên hà thứ ba nằm ở cùng một khoảng cách với chúng ta, chúng ta thấy rằng các thiên hà được phân tách bằng khoảng cách tuyến tính dự kiến khoảng 34 Kpc (110 Kly),  mặc dù những phát hiện sau đó từ Hubble có thể đưa ra giả định này nghi ngờ (xem bên dưới)
Khi các cặp thiên hà ở phía bắc tương tác với nhau một cách hấp dẫn, khí bị tước theo chiều ngang từ cả hai thiên hà được đưa lên khắp thiên hà phía nam như một loạt các đốm sáng, đang thúc đẩy sự hình thành sao.  Mặc dù từ lâu đã được cho là tương tác với thiên hà phía bắc, nhưng hình ảnh từ Kính viễn vọng Không gian Hubble cho thấy rõ ràng rằng dòng vật chất này thực sự được đặt chồng lên thiên hà phía nam. Điều này cho thấy thiên hà thứ ba này thực sự có thể nằm trong nền. Do sự không chắc chắn này, thiên hà thứ ba có thể không tham gia vào tương tác.